# Weerspannigheid
Weerspannigheid in België of wederspannigheid in Nederland is een strafbare gedraging. De precieze invulling en definitie verschilt van rechtsstelsel tot rechtsstelsel. In het algemeen wordt er onder verstaan dat men zich verzet tegen het openbaar gezag.

## België
Het Strafwetboek omschrijft weerspannigheid als elke aanval of elk verzet met geweld of bedreiging tegen personen die hun taak in een bepaalde hoedanigheid, als bepaalde ambtenaar, uitoefenen. Deze personen kunnen zijn:
- bekleders van ministeriële ambten;
- veld- of boswachters;
- dragers of agenten van de openbare macht;
- de personen in dienst van de belastingdienst die instaan voor de inning van belastingen;
- de brengers van dwangbevelen, meestal gerechtsdeurwaarders;
- bepaald douanepersoneel;
- gerechtelijke bewaarders, zowel bij gerechtelijk beslag als sekwester; en
- officieren of agenten van de bestuurlijke administratieve politie.[1]

Het is een wanbedrijf dat wordt bestraft met een gevangenisstraf van drie maanden tot twee jaar, indien gepleegd met gebruik van wapens. Indien de weerspannigheid wordt gepleegd zonder het gebruik van wapens, bedraagt de straf acht dagen tot zes maanden. Bovendien kan de rechter ook een geldboete opleggen van € 26 tot € 200, vermeerderd met opdeciemen.
Voorbedachtheid wordt beschouwd als een verzwarende omstandigheid waardoor de straf stijgt van een jaar tot vijf jaar.

## Nederland
Het misdrijf wederspannigheid wordt in Nederland geregeld in de artikelen 180 e.v. van het Wetboek van Strafrecht.